# Shelly Stokes
Shelly B. Stokes (* 26. Oktober 1967 in Sacramento) ist eine ehemalige US-amerikanische Softballspielerin.

## Karriere
Stokes gewann mit der US-amerikanischen Softballnationalmannschaft bei den Olympischen Spielen 1996 in Atlanta die Goldmedaille. Zudem wurde sie 1998 Weltmeisterin und sicherte sich bei den Panamerikanischen Spielen 1995 und 1999 jeweils die Goldmedaille. Sie spielte auf der Position des Catchers.
Auf Collegeebene war sie von 1987 bis 1990 für die California State University, Fresno in der Big West Conference aktiv. Später spielte sie auf Vereinsebene unter anderem für Fresno Force.